# Tyler Palmer
Pour les articles homonymes, voir Palmer.
Tyler Palmer, né le 22 juin 1950 à North Conway, est un ancien skieur alpin américain.

## Coupe du monde
- Meilleur résultat au classement général : 10e en 1971
  - 2 victoires : 2 slaloms

### Saison par saison
- Coupe du monde 1970 :
  - Classement général : 72e
- Coupe du monde 1971 :
  - Classement général : 10e
    - 1 victoire en slalom : Saint-Moritz
- Coupe du monde 1972 :
  - Classement général : 27e
    - 1 victoire en slalom : Sestrières (Arlberg-Kandahar)

## Arlberg-Kandahar
- Vainqueur du slalom 1971-72 à Sestrières